# Lee Won-kuk
Lee Won-kuk (Hangul 이원국 Hanja 李元國) (13 de abril de 1907 - 2 de febrero de 2002) fue un  artista marcial, maestro de maestros, cinturón negro de Karate Japonés alumno directo de Gichin Funakoshi, introdujo el Karate-Do Japonés en el república de Corea (1944)  creando su propio estilo de Karate que se conoció como Tang Soo Do  estilo  Chung Do Kwan  y que a partir de 1955 sería conocido como “Tae Kwon Do” ejerciendo una profunda influencia en este arte marcial a través de la enseñanza a muchos maestros de este arte, autor del libro  “manual del Tae kwondo” (1968).

## Historia
Lee Won-kuk nació el 13 de abril de 1907 en Seúl actual capital de Corea del sur ocupada por Japón cuyo régimen regulaba todas las actividades de los habitantes de la península y prohibía la práctica o enseñanza de cualquier arte marcial, pudiendo aprenderlas tan solo fuera de Corea, en Japón o China. Interesado desde muy joven en las artes marciales, Lee Won-kuk se reunía frecuentemente con los ancianos en su natal Seúl para escuchar las antiguas historias que narraban las prácticas de las milenarias artes marciales coreanas como el Taekyon y que para ese entonces estaban prohibidas debido a la ocupación Japonesa de Corea.
Proveniente de una rica familia coreana era costumbre de la época que las familias pudientes enviaran a sus hijos a estudiar a Japón para que obtuviesen la mejor educación posible, aprendieran la lengua japonesa y realizaran los contactos necesarios para garantizar el éxito en una sociedad dominada por los japoneses. En 1926 viaja a Tokio y asiste a la escuela secundaria para años más tarde cursar estudios en la Universidad central de Tokio (Chuo University) especializándose en derecho. Durante sus años de estudio comenzó su entrenamiento del arte marcial conocido actualmente como Karate-Do estilo Shotokan bajo la tutela de    Gichin Funakoshi y su hijo Yoshitaka Funakoshi (Gigo) quien era el instructor encargado del club de Karate de la Universidad central de Tokio, convirtiéndose en uno de los primeros estudiantes de Karate en Japón y obteniendo el rango más alto para una persona que no era de nacionalidad japonesa. Luego de su graduación en Chuo University se dedicó a recorrer Japón visitando Okinawa y numerosos lugares en China incluyendo centros de Chuan Fa(Kung-fu).

## Regreso a Corea
Lee Won-kuk pronto se dio cuenta del significado social de su instrucción de Karate y de cómo la historia y el legado de las artes marciales originarias Coreanas eran poco a poco borradas de su cultura, decide entonces volver a Corea deseando poder enseñar Karate en su tierra natal facilitando su regreso las conexiones que tenía con altos mandatarios Japoneses que le permitieron conseguir un empleo en el ministerio de transporte.
En 1944 Lee solicita oficialmente ante el Gobernador japonés de Corea, General del ejército Nobuyuki Abe, permiso para impartir clases de Karate a los ciudadanos Japoneses residentes en Corea y poco después a un selecto grupo de ciudadanos Coreanos. El permiso le es negado dos veces y finalmente se le otorga después de una tercera petición. Lee comienza la enseñanza de Tang Soo Do (la traducción Coreana de Karate-Do que literalmente significa  “camino o forma de la mano China” en Yung Shin un gimnasio de una escuela en Sa De Mun, Ok Chun Dong distrito de Seúl, nombrando su escuela “Chung Do Kwan” que se puede traducir como la escuela de la Ola Azul.
Con la llegada de la independencia de Corea (15 de agosto de 1945) comenzaron los problemas políticos y sociales en todo el territorio obligando a Lee a mudar la escuela a la Iglesia Si Chun Hall, en el distrito Ji Dong Kyun de Seúl. Usando sus propios recursos continuó con la práctica y la promoción del Tang Soo Do y un año después que comenzara a impartir sus clases pudo demostrarle al gobierno los beneficios del arte marcial obteniendo el apoyo de instituciones públicas e iniciando la enseñanza en el cuartel general de la policía de Corea, Universidades de Seúl,  y en el ejército, consiguiendo que el gobierno reconociera como una prioridad la enseñanza y práctica del Tang Soo Do.
Por aquel tiempo el entrenamiento del Tang Soo Do de la escuela Chung Do Kwan reflejaba el entrenamiento que Lee Won-kuk había recibido de los Funakoshi años atrás. La escuela Chung Do kwan hacía énfasis en el fuerte entrenamiento de los movimientos básicos, las formas (Coreano: Hyung; Japonés: Kata), combates a tres pasos, a un paso, y el trabajo con la makiwara (japonés: makiwara; Coreano: tal yul bong).
No paso mucho tiempo para que la popularidad de la escuela Chung Do Kwan y las enseñanzas de Lee ganaran la atención de toda la nación. En 1947 el presidente Syngman Rhee le solicita que todos los miembros de la escuela se enrolen en el partido de gobierno ofreciéndole a cambio la posición de Ministro de asuntos interiores. Lee no acepta esta proposición siendo encarcelado, acusado de ser el líder de una banda de asesinos y los miembros avanzados de la escuela fueron perseguidos y torturados. Otras versiones de este hecho señalan que fue encarcelado por apoyar el régimen colonialista Japonés. Fue dejado en libertad en 1950 emigrando a Japón ese mismo año.

## Del Tang Soo Do al Tae Kwon Do

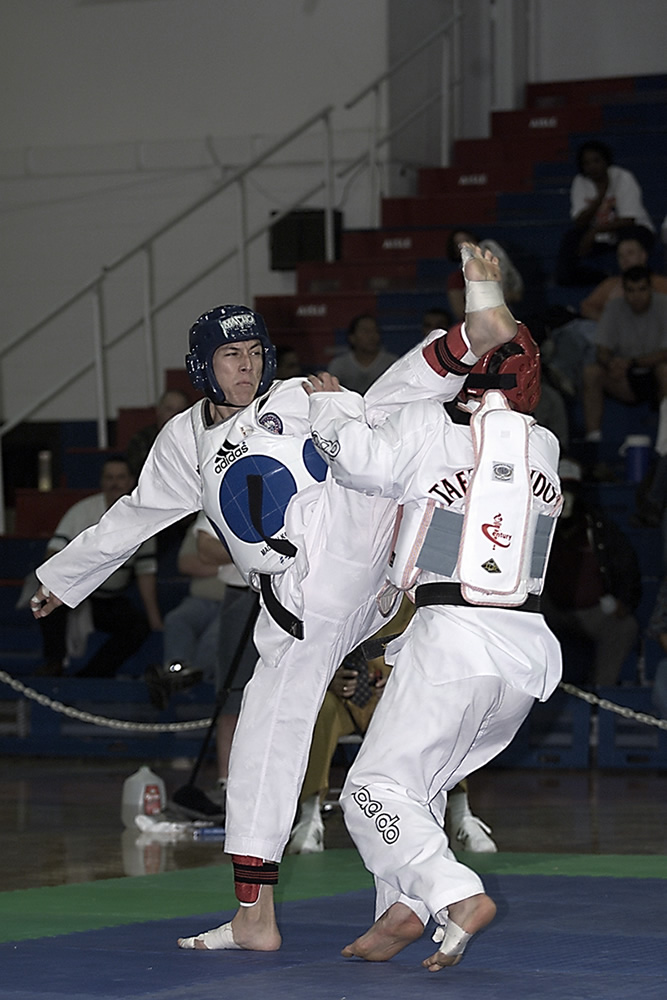
Combate estilo World Taekwondo Federation

Lee Won-kuk fue uno de los primeros Coreanos en estudiar Karate en Japón como lo hicieron la mayoría de los futuros maestros Coreanos de Tae Kwon Do quienes estudiaron en universidades japonesas o pertenecían a la armada imperial del Japón y que luego retornarían a Corea con el primer o segundo grado de cinta negra. Muchas escuelas se fundaron a final de los años 40 y principio de los 50 llamando al arte marcial que enseñaban “Karate Coreano”.
Lee nombró a su arte Tang Soo Do (“La forma o camino de la mano china”) que es la pronunciación Coreana de la palabra “Karate-Do” de Funakoshi de la década de 1920 usando el carácter TANG(唐) chino. Todas las escuelas originales de Tang Soo Do enseñaban los Kata originales de Okinawa-Japón, vestían el tradicional Kimono y enseñaban Karate con muy poca influencia del milenario arte marcial del TaeKyon.El auge del Tang Soo Do Chung Do Kwan propició la apertura de nuevas escuelas liderizadas por alumnos directos de Lee o por el apoyo técnico y la promoción impulsada por él. Es así que un número de estudiantes de Lee establecen sus propias escuelas. Se crean y desarrollan las escuelas de Hwang Kee (Moodukwan), Kang Suh-chang (Kukmookwan), Nam Tae-Hi, bajo la dirección de Choi Hong-hi (Ohdokwan), Lee Yong-woo (Jungdokwan), Ko Jae-chun (Chungryongkwan).
El Tae Kwon Do es la más joven de las artes marciales orientales y su historia comienza con la apertura de la escuela Chung Do Kwan en Seúl en 1944. El término “Tae Kwon Do” fue sugerido por los miembros de la escuela Chung Do Kwan durante una reunión en 1955 como uno de los primeros esfuerzos para unificar los distintos nombres que se venían utilizando para designar las artes marciales que incluían técnicas de patadas y puños, siendo este término adoptado poco a poco por todas las escuelas.

## Chung Do Kwan
El término Chung Do Kwan( Hangul  청도관 Hanja 靑濤館) se puede traducir como “ La escuela de la ola Azul” Lee Won-kuk explicaría como llegó a concebir este nombre:

“Estaba sentado en una playa de Corea viendo las olas estrellarse contra la orilla. De repente vino a mi cabeza que el nombre “Ola azul”(Chung Do) y pensé que sería un buen nombre para la escuela. Yo no quería llamar a mi escuela Shotokan porque un hijo debe tener un nombre diferente al de su padre”

El primer jefe de la escuela Chung Do Kwan fue su fundador Lee Won-kuk (1944-1951, deja su cargo por renuncia), seguido por Son Duk-sung(1950-1959) quien fuese designado directamente por Lee dejando el cargo por diferencias con miembros de alto rango de la escuela, General Choi Hong-hi (1959) actuando temporalmente como jefe de la escuela, finalmente Uhm Whoo-kyu (1959-actual) nombrado por un comité de alumnos de rango superior de la escuela y quien fuese también presidente de la Kukkiwon (World Tae kwon Do headquarter).
En los primeros años las técnicas de ataque y bloqueos enseñadas por la escuela Chung Do Kwan consistía de 10 técnicas de manos y ocho técnicas de patadas realizadas a los puntos vitales del cuerpo. Las técnicas de mano eran:  puño, ataque con mano de lanza, con mano de cuchillo, ataque con el borde parte interna de la mano(entre el pulgar y el índice), ataque con dos dedos a los ojos, con un solo dedo, puño en reverso y mano de tigre. Las técnicas de patadas eran patada de frente, de lado, circular y patada trasera a los distintos niveles del cuerpo.La escuela siguió dos corrientes con características y filosofía de entrenamiento total mente distintas.
La rama de la escuela dirigida por Uhm Woon-kyu con sede en Seúl, cuyos seguidores están afiliados a la World Taekwondo Federation y que se rigen por los lineamientos emitidos por la Kukkiwon derivando en lo que se conoce como Tae kwon Do Olímpico. La escuela Chung Do kwan en Corea funciona principalmente como un club social no realizando oficialmente torneos u otras actividades por su cuenta.
Una segunda rama menos conocida es la desarrollada por Son Duk-sung quien desarrollo el estilo de la escuela Chung Do Kwan de manera independiente siguiendo una línea ortodoxa o tradicional de enseñanza, sin las influencias que derivan de pertenecer a una asociación deportiva federada, manteniendo el mismo sistema de entrenamiento, pensamientos y la filosofía enseñadas originalmente por Lee desarrollándose principalmente en los Estados Unidos de América en Venezuela y Australia.

## Cinturones negros promovidos por la escuela Chung Do Kwan en sus inicios.
Primera Generación promovidos por Lee Won-kuk ( 1944-1950)
- Son Duk-sung (Fundador de la World Tae Kwon do Association en NY USA)
- Kang Suh-chong   (Fundador de la escuela KuK Mu Kwan- independiente) Lee Won-kuk le otorga directamente el décimo grado de la cinta negra en la década del 2000

- HYUN Jong-myun   (Cofundador de la escuela Oh-Do kwan)
- UHM Woon-kyu     (Cofundador de la World Taekwondo Federation actual presidente de la escuela Chung Do Kwan en Corea )
- CHUNG Yong-taek ( Alineado con la World Tae kwon Do Association de quien fue su Vicepresidente). En 1994 Lee Won-kuk le otorga directamente el noveno grado de la cinta negra en Kansas City, Misuri, estados unidos de Norteamérica.
- LEE Yong-woo (Fundador de la escuela Jung Do Kwan)

Segunda generación de cinturones negros promovidos por Son Duk-sung (1951-1959)
- Choi Hong-hi( Fundador de la escuela Oh Do Kwan y de la Federación Internacional de Taekwondo, 4.º dan honorario otorgado en 1952, nombrado jefe honorario de la escuela ). Choi ya era II dan de karate shotokan el cual había estudiado en Japón y el cual había enseñado en Tokio en la Asociación Cristiana de Jóvenes.
- NAM Tae-hi(Cofundador de la escuela Oh-Do kwan y de la ITF)
- BAEK Joon-hi (Cofundador de la escuela Oh-Do kwan y de la ITF)
- KO Jae-chun (Cofundador de la escuela Oh-Do kwan y de la ITF)
- KWAK Kuen-sik(Cofundador de la escuela Oh-Do kwan y de la ITF)
- KIM Suk-kyu(Cofundador de la escuela Oh-Do kwan y de la ITF)
- HAN Cha-kyo(Cofundador de la escuela Oh-Do kwan y de la ITF)
- MIN Woon-sik
- HAN In-sook

## Maestros que fueron apoyados e influenciados técnica y filosóficamente por Lee Won-kuk
- Chun Sang-sup (Jidokwan)
- Yoon Byung-in (llamado por Lee,  Yoo Yung jun o Yoo Byung yun )
- Hwang Kee  (Moo Duk Kwan)
- Choi Hong-hi (Oh Do Kwan)

## Legado
Durante el punto más alto la escuela Chung Do Kwan llegó a reunir a mar de 50.000 practicantes y durante la década de 1940 y principios de los años 50 su entrenamiento y enseñanzas fueron consideradas las mejores y las más auténticas. Actualmente se estima que los practicantes de Tae kwon Do superan los 70.000.000 millones a nivel mundial.
Un gran número de escuelas que siguieron a la escuela Chung Do Kwan fueron influenciadas en alguna medida por el esfuerzo del pionero de las artes marciales coreanas modernas.En 1951 Lee se retiró de la enseñanza directa dejando el liderato de la escuela a Son Duk-sung y se dedicó los años subsiguientes a visitar a sus antiguos alumnos, que luego fueron reconocidos “ Maestros”  y participando como juez en torneos, examenenes de promoción de cintas y otros eventos. Siempre fue crítico los cambios que se realizaron en el arte marcial y que valoraban más el aspecto deportivo dejando a un lado las bases filosóficas del estilo.
En 1976 emigra a USA junto con su esposa y se sitúa en Arlington Virginia viviendo en los alrededores de Washington D. C. por el resto de su vida y dedicándose a la práctica de la caligrafía, la acupuntara y concedediendo ocasionalmente entrevistas. Lee Won-kuk muere de neumonía en el Hospital de Arlintong cercano a cumplir 96 años el 2 de febrero de 2003. El panegírico de su funeral fue leído por su alumno, Chung Yong-taek.